# Người da trắng ở Zimbabwe
Người da trắng đã đến Nam Rhodesia (nay là Zimbabwe) từ năm 1891, chủ yếu là gốc Anh và Hà Lan. Lúc đỉnh điểm, dân số lên tới 296.000 người, chiếm 8% dân số vào năm 1975. Tuy nhiên từ đó đến nay, đặc biệt là sau khi Zimbabwe độc lập, rất nhiều người da trắng đã trốn khỏi quốc gia vì nghèo đói, lạm phát rất cao đến cả tỷ %. Ngày nay, chỉ có gần 30.000 da trắng ở lại Zimbabwe. Ngôn ngữ chủ yếu là tiếng Anh.

## Lịch sử
Một vài nhóm định cư Anh và Afrikaan bắt đầu định cư vào năm 1891 tại Nam Rhodesia (nay là Zimbabwe). Khoáng sản dồi dào và khí hậu trong lành là điều kiện thích hợp để phát triển kinh tế. Và từ đó, nhiều dòng nhập cư đến Nam Rhodesia. Lúc đầu, chỉ có 1.500 người, nhưng sau đó đã tăng lên 75.000 người vào năm 1945, khoảng 150.000 người vào những năm 1945 đến 1955. Điều này đã khiến nhiều Người da đen bị đuổi khỏi các vùng đất màu mỡ và bị biến thành nô lệ cho các ông chủ da trắng. Chính phủ Nam Rhodesia luôn chào đón và quan tâm người da trắng từ mọi nơi. Vì thế, có lúc đã tăng lên 296.000 người (tức 9.2% dân số). Nhưng sau khi Zimbabwe độc lập, nhiều người da trắng đã trốn khỏi nước, vì vậy, chỉ còn 0.22% người da trắng còn ở lại Zimbabwe (tức 28.732 người) hiện tại.

## Nhân khẩu
Hiện tại, trong vùng Lãnh thổ Zimbabwe chỉ còn dưới 30.000 người (chiếm 0.22% dân số cả nước). Chủ yếu là Người Zimbabwe gốc Anh, ngoài ra còn có con cháu Người Hà Lan hay Afrikaan, Hy Lạp, Bồ Đào Nha,... Dân số đạt đỉnh điểm vào năm 1975 với 296.000 người hay 9.2% dân số cả nước, giảm xuống còn 100.000 người vào 10 năm sau và tiếp tục giảm vì bất ổn và lạm phát ở mức rất cao. Theo ước tính, nếu Zimbabwe không bị như vậy thì số dân ngày nay có thể đạt 3.000.000 đến 5.000.000 người da trắng (tức 9% - 10% dân số Zimbabwe). Giờ đây, những người da trắng Zimbabwe ở Anh được ước tính trên 200.000 người, trên 60.000 người ở Nam Phi và trên 10.000 người ở Australia. Dân da trắng tại Zimbabwe sống chủ yếu tại thủ đô Harare và thành phố Bulawayo.

## Kinh tế
Trước đây, trong thời thuộc địa, người da trắng nắm toàn quyền nền kinh tế Nam Rhodesia. Nhưng sau khi Anh bỏ đi, chính quyền của Robert Mugabe lúc đó đã ưu tiên tạo việc làm, phát triển kinh tế cho người bản xứ mà cho người da trắng rất ít, dẫn đến nghèo đói và phải di cư ra nước ngoài. Tuy vậy, ở một vài vùng ngoại ô Harare và Bulawayo, vẫn bắt gặp những khu vực có những nhà cao, cửa rộng mà chủ yếu là người da trắng sống ở đó. Vì thế, dù người da đen được giải phóng, cộng đồng người da trắng vẫn có kinh tế hơn.